# Боске-Фрай-Хорхе (національний парк)
Національний парк Боске-Фрай-Хорхе (ісп. Parque Nacional Bosque Fray Jorge) — національний парк в провінції Лимарі, регіон Кокімбо, Чилі. Належить до світової мережі біосферних заповідників ЮНЕСКО.

## Виноски
1. ↑  https://www.conaf.cl/parque_nacionales/parque-nacional-bosque-fray-jorge
2. ↑  Áreas Silvestres. Región de Coquimbo. Sernatur. Архів оригіналу за 18 липня 2007. Процитовано 26 липня 2007. [Архівовано 2007-07-18 у Wayback Machine.]